# Адміністративний устрій Березанського району
Адміністративний устрій Березанського району — адміністративно-територіальний поділ Березанського району Миколаївської області на 1 селищну, 1 сільську громади та 8 сільських рад, які об'єднують 50 населених пунктів та підпорядковані Березанській районній раді. Адміністративний центр — смт Березанка.

## Список громадБерезанського району
- Березанська селищна громада
- Коблівська сільська громада

## Список радБерезанського району
| № | Назва                        | Центр          | Населені пункти | Площа км² | Місце за площею | Населення (2001), чол. | Місце за населенням | Розташування |
| - | ---------------------------- | -------------- | --- | --------- | --------------- | ---------------------- | ------------------- | ------------ |
| 1 | Анатолівська сільська рада   | с. Анатолівка  | с. Анатолівка |           |                 |                        |                     |              |
| 2 | Данилівська сільська рада    | c. Данилівка   | c. Данилівка с. Новоподілля с-ще Тронка                                                                             |           |                 |                        |                     |              |
| 3 | Дмитрівська сільська рада    | c. Дмитрівка   | c. Дмитрівка с. Богданівка с. Ганнівка с. Єлизаветівка с. Журівка с. Комісарівка с. Олександрівка с. Червоний Поділ |           |                 |                        |                     |              |
| 4 | Краснопільська сільська рада | c. Краснопілля | c. Краснопілля с-ще Крутоярка                                                                                       |           |                 |                        |                     |              |
| 5 | Краснянська сільська рада    | c. Красне      | c. Красне |           |                 |                        |                     |              |
| 6 | Ташинська сільська рада      | c. Ташине      | c. Ташине с. Люблине с. Прогресівка                                                                                 |           |                 |                        |                     |              |
| 7 | Тузлівська сільська рада     | c. Тузли       | c. Тузли |           |                 |                        |                     |              |
| 8 | Щасливська сільська рада     | c. Щасливе     | c. Щасливе |           |                 |                        |                     |              |

* Примітки: м. — місто, с-ще — селище, смт. — селище міського типу, с. — село